# Criollo annobonense
Fa d'Ambu, annobonense, anobonense o anobonés (también llamado Fá d'Ambô y Falar de Ano Bom) es un criollo portugués hablado en las islas de Annobón y Bioko, así como en algunas regiones de Guinea Ecuatorial. Se estima que hay nueve mil hablantes de este dialecto.
El origen de este idioma se debe a Portugal. Habiendo descubierto la isla en el siglo XV deshabitada, los colonizadores portugueses decidieron traer esclavos de Angola y Santo Tomé y Príncipe para poblar la isla. Debido al mestizaje entre los portugueses y las esclavas africanas, el portugués que inicialmente se hablaba, en la isla comenzó a convertirse en un criollo portugués llamado forro. España, mediante el Tratado de El Pardo hizo canje de algunos de los territorios portugueses del golfo de Guinea por territorios en Sudamérica, la isla de Annobón y lo que hoy en día es Guinea Ecuatorial pasaron a España. La población de Annobón, incómoda bajo el dominio español era hostil. Con el tiempo la población se ajustó a la nueva cultura y al español, resultando otro mestizaje. 
El dialecto se basa en el forro en un 82 %, mientras que un 10 % de su léxico se basa en el español. Es hablado por descendientes de mestizos entre africanos, portugueses y españoles; debido a la similitud entre el portugués y el español no se sabe qué origen tienen ciertas palabras.